# Light Yagami
Light Yagami (夜神 月?, Yagami Raito) è un personaggio immaginario, protagonista della serie manga e anime Death Note.

## Biografia del personaggio
Light Yagami è uno studente modello, classificato come il numero 1 del Giappone, capace di conseguire risultati prodigiosi, che conduce una vita tranquilla ma nello stesso tempo noiosa. Un giorno trova il Death Note, fatto cadere sulla Terra dallo shinigami Ryuk, e decide di usarlo per uccidere i criminali con l'obiettivo utopico di purificare il mondo e diventarne il nuovo dio operando sotto lo pseudonimo "Kira". Le misteriose morti, tuttavia, attireranno l'attenzione delle autorità che metteranno sulla sua strada il migliore detective del mondo, il geniale Elle.
Nonostante possa essere considerato un genio del male, in quanto ragiona a mente fredda e dimostra di avere un controllo quasi assoluto dell'ambiente che lo circonda e delle situazioni in cui si viene a trovare, il delirio in cui comincia a sprofondare man mano che vede stringersi il cerchio, così come i metodi altamente sadici e crudeli con cui porta alla morte i suoi bersagli tramite il quaderno fanno di lui un pazzo psicopatico mentalmente disturbato. Questo condurrà Light a non provare più affetto per nessuno, nemmeno per la sua famiglia, considerandoli tutt'al più degli strumenti da usare e sacrificare in caso di bisogno.
Dopo essere riuscito a sconfiggere e uccidere Elle, Light ne prenderà il posto per poter pilotare le indagini su Kira e sviare i dubbi su di lui, ma si imbatterà, cinque anni dopo, nei due successori di Elle: Near e Mello, due ragazzi geniali e allo stesso tempo rivali tra di loro. Sarà proprio Near, grazie anche all'aiuto inaspettato dell'ormai defunto Mello, che riuscirà a smascherarlo. Sconfitto, Light impazzirà e, ridotto già in fin di vita dai colpi di pistola ricevuti da Matsuda, sarà infine ucciso da Ryuk, il quale scriverà il suo nome sul suo quaderno come concordato nel primo incontro con lo shinigami, e dopo la morte non finirà né in paradiso né all'inferno perché chiunque usi il Death Note dopo la propria morte finirà nel nulla.
Dopo la morte di Light, com'era inevitabile, anche se una parte della popolazione mondiale continua a sperare nel ritorno di Kira, la maggior parte è tornata a vivere come prima che lui trovasse il Death Note: i crimini sono tornati ai livelli di prima e le guerre sono ricominciate.
Nello one-shot ambientato qualche anno dopo la morte di Light, Ryuk consegna il Death Note a un ragazzo di nome Minoru che, al contrario di Light, vende il quaderno all'asta senza mai scriverci nulla. Ottenuta una cifra esorbitante, diventando l'uomo più ricco del mondo, Minoru congeda Ryuk, ma un mese dopo lo shinigami scrive il nome del ragazzo sotto a quello di Light: se una persona usa il Death Note in qualsiasi modo è condannato a fare una brutta fine; Minoru, come Light, era destinato a morire anzitempo nell'istante in cui non ha rifiutato il quaderno appena gli è stato offerto.

## Concezione e sviluppo
L'illustratore Takeshi Obata ha dichiarato che l'idea alla base del design di Light era quella di creare "uno studente modello, un genio brillante e penetrante"; l'unica difficoltà nel disegnarlo si è verificata nel Page 35 dal momento che l'amnesia del personaggio lo ha obbligato a togliergli tutta la ferocia che aveva acquisito nel frattempo.

### Nome
Il nome giapponese di Light, Raito, si scrive con l'ideogramma di «luna» (月?, tsuki), ma viene esplicitamente inserita la pronuncia «raito» in modo che, traslitterandolo in caratteri latini, cioè «Light» («luce» in inglese), esso richiami il concetto originario. I kanji del cognome, invece, sono quelli di «notte» (夜?, yoru) e «dio» (神?, kami).
Lo sceneggiatore Tsugumi Ōba, in un'intervista pubblicata sul volume 13, ha dichiarato di aver scelto il kanji del nome dopo aver letto che l'ideogramma giapponese per "luna" può essere letto anche "raito" e che il cognome Yagami è stato scelto dal suo redattore in una rosa di proposte dello stesso Ōba. Il nome Kira (キラ?, kira) deriva invece dalla traslitterazione della parola killer in giapponese.

## Caratterizzazione

### Personalità e abilità
(Frase ricorrente di Light)
Light Yagami appare a molti come il perfetto figlio diciassettenne. È dotato di grandissimo intuito e capacità di memorizzazione, che gli permettono di avere sempre la situazione sotto controllo. Le sue grandi doti intellettive gli consentono di essere uno studente modello capace di conseguire il massimo dei voti in tutte le materie dell'esame d'ammissione per l'università. Ai tempi in cui frequentava le scuole medie era una stella nascente del tennis tanto da vincere i campionati nazionali, ma per lui era solo un'attività ludica alla quale non ha più voluto dedicare tempo. Oltre a questo, è anche un ragazzo molto affascinante, capace di conquistare senza sforzo sia Misa Amane che Kiyomi Takada.
È fermamente convinto di usare il Death Note per il nobile scopo di ripulire il mondo dai malvagi, ma quando si sente minacciato elimina senza pietà chiunque lo ostacoli, che siano criminali o gente onesta. In realtà l'uso del quaderno e la necessità di ricorrere continuamente all'astuzia per sfuggire all'arresto lo hanno gradualmente corrotto, privandolo di ogni scrupolo e inibizione che poteva avere prima di trovare il quaderno. Il suo comportamento si può facilmente associare alla sociopatia, tanto che non è capace di provare sentimenti come l'affetto e la misericordia, il suo desiderio di creare un mondo privo di criminalità e ingiustizia infatti è più un riflesso della sua superbia, infatti quando Light e Ryuk si incontrano per la prima volta il ragazzo ammette che ciò che realmente brama è elevare la propria figura a quella di una divinità. Da notare come nel periodo in cui rinuncia al quaderno e perde ogni ricordo relativo a esso, inorridisce al pensiero delle azioni di Kira e all'idea di doversi servire di qualcuno per i propri scopi. 
Nel manga inoltre, dopo averlo smascherato, Near fa notare come sia indubbia la sua malvagità, perché, che Light sia sinceramente ben intenzionato o meno, una persona normale, a differenza sua, dopo aver scoperto cosa fosse in grado di fare il Death Note sarebbe rimasta scioccata ed inorridita dal proprio gesto ed alla fine non avrebbe più usato il quaderno. Light, invece, è diventato Kira e ha iniziato a giustiziare arbitrariamente chi riteneva colpevole o, in generale, un pericolo per la propria opera, e questo chiude la questione di sé e quanto il giovane sia stato malvagio o meno.
Nonostante la risposta di Near sia molto forte e cerchi di rinsavirlo, spiegandogli che è sbagliato usare la costrizione per ricondizionare la moralità delle persone, per di più uccidendo, Light sembra non ascoltarlo e pensa solo a un altro tentativo di salvarsi e uccidere tutti i presenti, cosa che però non riuscirà a fare: infatti chiederà a Ryuk di usare il suo quaderno per uccidere i presenti, ma lo shinigami lo adopererà solo per uccidere Light stesso, che morirà di infarto 40 secondi dopo.
Da notare come, alla morte del padre Soichiro, rimanga sconvolto più dal fatto che questi non abbia ucciso Mello che dalla perdita del genitore. Tuttavia, in un momento in cui era possibile, oltre che utile, uccidere la propria sorella (Sayu) in modo da evitare che Mello entrasse in possesso del Death Note, Light sceglie di non farlo, per quanto ne sia tentato. Afferma inoltre che, se dovesse rivelarsi necessario, ucciderebbe anche la propria famiglia.
Nell'ultimo capitolo che lo vede in vita, Light dimostra anche un apparente principio di perdita di senno quando rivela la sua identità segreta (quella di Kira) ai suoi collaboratori giapponesi e ai membri dell'SPK: la sua risata è maniacale, mentre nelle sue parole dimostra come ormai il sentimento di onnipotenza ha preso le redini della sua mente. Sia nell'anime che nel manga, a seguito dei colpi di pistola ricevuti, Light comincia a delirare ordinando a Mikami di scrivere i nomi dei detective sul quaderno nonostante lui stesso sapesse che Mikami in quel momento era ammanettato e inoffensivo, e quando gli viene fatta notare l'assurdità dell'ordine, Light comincia a ordinarlo a Misa, a cui aveva fatto perdere la memoria, e a Takada, che lui stesso aveva ucciso.
Light stesso aveva, in un certo qual modo, previsto sin dall'inizio che sarebbe potuto impazzire. Quando prese la decisione di utilizzare il Death Note per cambiare il mondo, infatti, affermò che usare il quaderno fosse un male necessario per ripulire un mondo profondamente marcio e corrotto, anche a costo di perdere la propria sanità mentale o la sua stessa vita. Inoltre, quando Ryuk gli si presenta per la prima volta, Light afferma di essere pronto ad affrontare qualunque conseguenza per le sue azioni, anche se ciò significasse perdere la propria anima. Ciò non fa che evidenziare quanto, col passare del tempo, il potere lo abbia corrotto, poiché non si rende conto di quanto sia cambiato rispetto all'inizio.